# 日本宗教学会
日本宗教学会（にほんしゅうきょうがっかい、英語：Japanese Association for Religious Studies）は1930年に設立された日本の哲学系の学会。
日本哲学系諸学会連合を構成する日本の大規模な哲学系6学会の1つで、会員は1600人以上とされる。日本宗教研究諸学会連合の運営委員を選出する5学会の1つ。日本学術会議協力学術研究団体のひとつ。International Association for the History of Religions(IAHR) 会員。東京都文京区に事務局を置く。

## 沿革
日本宗教学会は1930年に設立された。第1回大会は、5月10日から11日に東京帝国大学宗教学講座創設25年記念会の主催により、記念宗教学大会として開催された。初代会長は姉崎正治東京帝国大学教授であった。
戦前からの日本の宗教学の状況をみると、1905年の東京大学をはじめとして諸大学に宗教学講座が設置されてきていた動向、仏教系・キリスト教系・神道系の私立諸大学の認可、またそれに応じた日本の宗教学者の増加などが学会設立の背景にあった。磯前順一によれば、当時の日本共産党の反宗教闘争に対抗する流れのなかで日本宗教学会が設立されたという。林淳によれば、当時の日本政府は宗教学が社会主義運動を抑止すると期待していた面がある。

## 事業・調査活動
1948年に日本宗教学会は九学会連合（当時は八学会連合）に加わり、その枠組みの中で日本各地の宗教の社会学的調査を実施した。
日本宗教学会が1952年に設置を決めた「宗教と教育に関する委員会」、1955年に設置した「教育教養委員会」（後に「宗教と教育に関する委員会」に合流）を通じて宗教教育に関する政治活動や調査が行われた。「宗教と教育に関する委員会」が行ったデータ収集等を井上順孝が日本の宗教教育研究における「一つの大きな足場」と評した。
年1回大会を開く。

## 刊行物
宗教研究会の機関紙だった『宗教研究』を1937年に日本宗教学会が引き継ぎ、以後発行している。2011年に Religious Studies in Japan が刊行開始された。

## 不祥事
2006年に会員2073人の個人情報がWinnyに流出した。2013年に参加申し込みフォームの設定ミスで24名分の個人情報が漏洩した。

## 関連文献
- 『日本宗教学会五十年史』1980年 国立国会図書館サーチ：R100000002-I000001490715